# Смитвил (Тексас)
Смитвил (енгл. Smithville) град је у америчкој савезној држави Тексас. По попису становништва из 2010. у њему је живело 3.817 становника.

## Демографија
Према попису становништва из 2010. у граду је живело 3.817 становника, што је 84 (2,2%) становника мање него 2000. године.
| Група             | 2000.         | 2010.         |
| Белци             | 2.690 (69,0%) | 2.527 (66,2%) |
| Афроамериканци    | 567 (14,5%)   | 480 (12,6%)   |
| Азијати           | 16 (0,4%)     | 19 (0,5%)     |
| Хиспаноамериканци | 602 (15,4%)   | 727 (19,0%)   |
| Укупно            | 3.901         | 3.817         |